# 金昌寺
金昌寺（きんしょうじ）は埼玉県秩父市にある曹洞宗の寺院で、山号は高谷山と号する。秩父札所の第四番であり、また、秩父市の史跡に指定されている。
本尊真言：おん まか きゃろにきゃ そわか
ご詠歌：あらたかに参りて拝む観世音 二世安楽と誰も祈らん

## 歴史
『観音霊験記』によると、当地に数々の悪行を重ね忌み嫌われていた荒木丹下と言う男がいた。そこに巡礼の娘が来て食べ物を乞うたが、丹下は娘を打ちのめした。ところが、実は娘は仏の化身でその力により丹下は改心させられ、仏道に帰依し観音堂を建立したと言う。このため、この寺は荒木寺あるいは新木寺とも呼ばれ、古く高篠の山中にあったが、その後、荒木(山田)に移されたと言われている。

## 境内
秩父札所四番石仏群 - 埼玉県指定有形民俗文化財
宝永年間（1704～1711年）以降に当寺に奉納された石仏群で、羅漢245体、如来58体、菩薩393体など1300余体に上る。天明（1781～1789年）、寛政（1789～1801年）、享和（1801～1804年）頃の造立が多い。奉納者は武蔵をはじめ江戸、上州、相州から北陸、山陰、山陽に渡り、全国的な信仰圏を示す金石文としても貴重である。。
子育て観音像
寄進者の吉野屋半左衛門が浮世絵師に下絵をかかせて建立・供養した仏像である。半左衛門は当寺のご本尊の霊験で子を授かったものの、その後子と妻をあいついで失ったため、生前の母子の姿を描かせた。本堂外陣に安置されている。

このほか、荒舩清十郎の墓などがある。

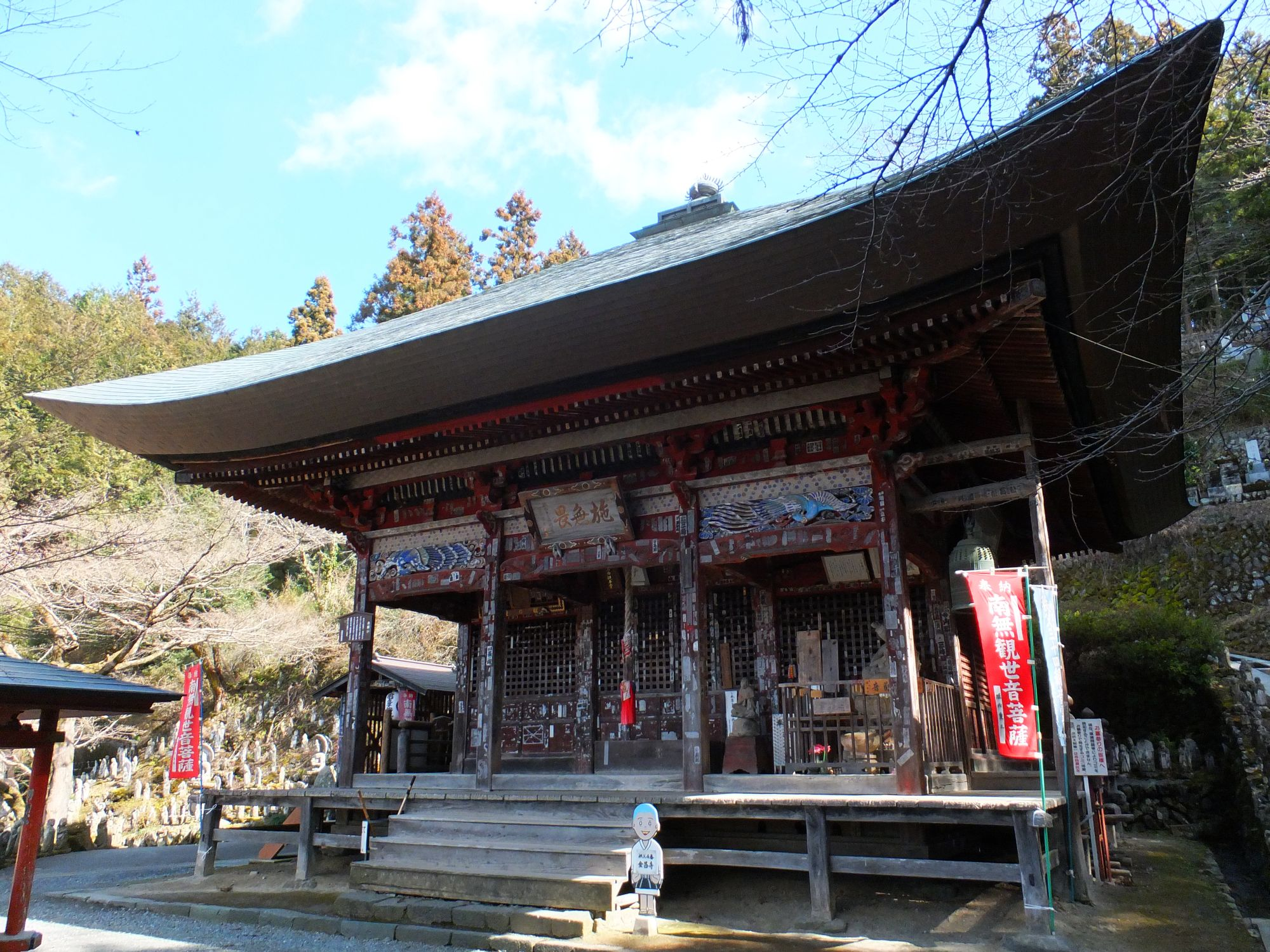
観音堂
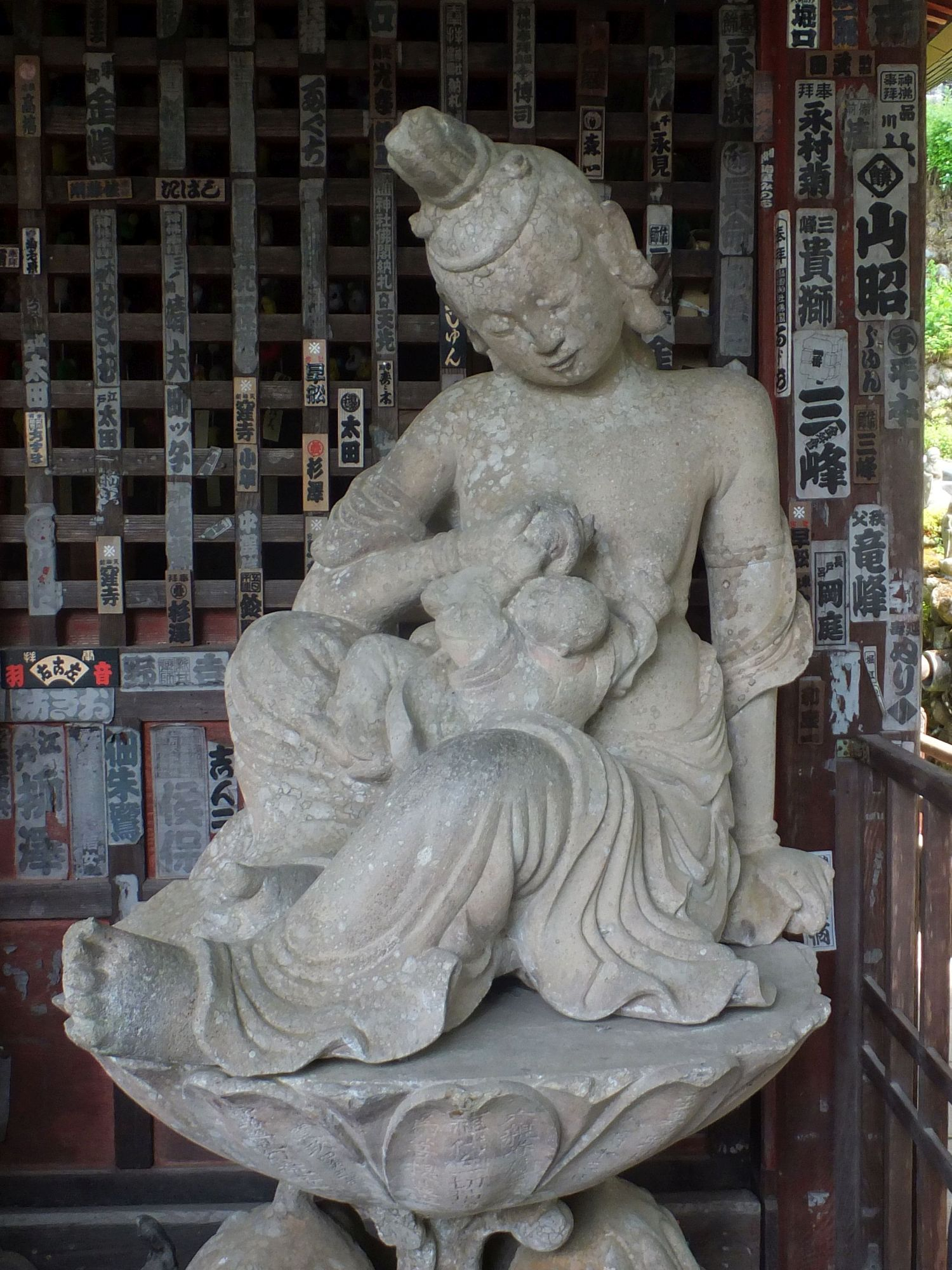
子育て観音像

## 交通
- 西武秩父駅または秩父駅より西武観光バス「定峰・皆野駅ゆき」にて「金昌寺」下車 徒歩5分
- 三番札所常泉寺より徒歩20分[1]

## 前後の札所
秩父札所（江戸巡礼古道）
3 常泉寺 -- (1.4km)-- 4 金昌寺 -- (1.3km)-- 5 語歌堂